# Praesens-Film
 (juillet 2016).
Si vous disposez d'ouvrages ou d'articles de référence ou si vous connaissez des sites web de qualité traitant du thème abordé ici, merci de compléter l'article en donnant les références utiles à sa vérifiabilité et en les liant à la section « Notes et références ».
Praesens-Film est une société suisse de production et de distribution de films.

## Histoire
Lazar Wechsler, ingénieur en construction d'origine austro-hongroise, et Walter Mittelholzer, pionnier de l'aviation suisse[réf. nécessaire], fondent Praesens Film le 19 mars 1924 à Zurich avec un capital de 10 000 francs. La Suisse est à cette époque l'un des derniers pays européens à ne pas disposer d'industrie cinématographique puissante[réf. nécessaire]. Les réalisateurs potentiels préfèrent se consacrer au théâtre ou émigrent en Allemagne en particulier. Cependant lors des premières années, l'entreprise se bat encore avec des problèmes économiques. Elle se porte vers des documentaires de promotion de villes et d'entreprises ainsi que des publicités et des reportages aériens. Lorsque le cinéma sonore apparaît, elle parvient à avoir une production régulière. Son premier film sonore est un court métrage documentaire, Hello Switzerland, sorti en 1929.
Le premier long métrage sort la même année. L'entreprise se développe grâce aux bonnes relations de Lazar Wechsler[réf. nécessaire]. Il fait ainsi connaître le réalisateur russe Sergueï Eisenstein et le fait travailler avec son opérateur Edouard Tissé et son assistant Grigori Alexandrov.
En 1931, Praesens-Film donne sa première production à l'étranger en finissant le film socialiste Ventres glacés initié par l'allemand Prometheus Film qui est tombé en faillite. Jusqu'au milieu des années 1930, Wechsler s'entoure de grands techniciens[réf. nécessaire] de sorte que l'équipe soit la même dans ses productions. Il s'agit notamment de Leopold Lindtberg, metteur en scène au Schauspielhaus de Zurich, le scénariste Richard Schweizer, le directeur de la photographie Emil Berna, le compositeur Robert Blum et le monteur Hermann Haller.
En 1933, Praesens-Film produit le film typique du cinéma suisse[réf. nécessaire] en raison de l'utilisation du dialecte suisse et de références comiques régionales. Après Jä-soo!, elle sort d'autres films comiques très populaires[réf. nécessaire] auprès du public suisse avec les membres du Cabaret Cornichon.
En 1937, lorsque la Suisse lance la défense spirituelle, l'affirmation de valeurs et d'une conscience nationales, le cinéma suisse peut se développer pour la première fois grâce à des subventions du gouvernement[réf. nécessaire]. Cette première production est Le Fusilier Wipf, sorti en 1938. Gilberte de Courgenay et Landammann Stauffacher, sortis au cours de la Seconde Guerre mondiale, sont aussi des productions de défense spirituelle[réf. nécessaire]. Par ailleurs, la société réalise aussi des films policiers dans un cadre régional et des drames humanistes.
En 1944, Marie-Louise de Leopold Lindtberg obtient l'Oscar du meilleur scénario original pour Richard Schweizer. Les productions suivantes de Praesens-Film ont un succès international[réf. nécessaire]. La Dernière Chance est l'un des premiers et rares films suisses traitant de la politique d'immigration suisse restrictive au cours de la Seconde Guerre mondiale[réf. nécessaire]. Le film sort en novembre 1945 aux États-Unis, le succès est tel que Lazar Wechsler est invité à Hollywood. Praesens-Film participe à des grandes productions internationales dont certaines sont tournées en Suisse. Les Anges marqués, sorti en 1948, est en collaboration avec la Metro-Goldwyn-Mayer.
Avec l'échec de Le Village près du ciel, sorti en 1953, Praesens-Film voit son activité décliner. Le public ne veut plus de films optimistes[réf. nécessaire] et la télévision commence à apparaître. Pourtant le Heimatfilm connaît le succès. Le premier film suisse de ce genre est Heidi, sorti en 1952. Sa suite en 1955, Heidi et Pierre, est le premier film colorisé suisse. Mais dans les années 1960, Praesens-Film ne connaît pas le succès. Elle a de sérieux concurrents comme Gloriafilm. En 1964, le cinéma suisse subit une grande crise à cause de la désaffection du public. De nombreuses entreprises ferment ou, comme Praesens-Film en 1966, se détournent du cinéma de divertissement.
Praesens-Film continue de produire des films, mais se consacre désormais davantage à la distribution de films et à l'exploitation des anciens succès.

## Filmographie sélective
- 1929 : Hallo Switzerland!
- 1930 : Frauennot – Frauenglück
- 1931 : Feind im Blut
- 1932 : Ventres glacés
- 1932 : Tannenberg (de)
- 1933 : Wie d’Warret würkt
- 1935 : Jä-soo!
- 1938 : Le Fusilier Wipf
- 1939 : L'Inspecteur Studer
- 1940 : Fräulein Huser
- 1940 : Les Lettres d'amour
- 1941 : Gilberte de Courgenay
- 1941 : Landammann Stauffacher
- 1942 : Das Gespensterhaus
- 1942 : Der Schuss von der Kanzel
- 1943 : Wilder Urlaub
- 1944 : Marie-Louise
- 1945 : La Dernière Chance
- 1947 : Meurtre à l'asile
- 1948 : Les Anges marqués
- 1949 : Swiss Tour
- 1951 : Quatre dans une jeep
- 1952 : Heidi
- 1953 : Le Village près du ciel
- 1955 : Heidi et Pierre
- 1955 : Uli der Pächter (de)
- 1956 : Zwischen uns die Berge
- 1957 : Taxichauffeur Bänz
- 1958 : Ça s'est passé en plein jour
- 1959 : Hinter den sieben Gleisen
- 1961 : Die Ehe des Herrn Mississippi
- 1962 : Ein Dach überem Chopf
- 1962 : Der 42. Himmel
- 1962 : Schneewittchen und die sieben Gaukler
- 1963 : Im Parterre links
- 1963 : Der Sittlichkeitsverbrecher
- 1966 : Der Arzt stellt fest…
- 2010 : Blanc comme neige de Christophe Blanc
- 2012 : Cherchez Hortense de Pascal Bonitzer
- 2013 : 100% cachemire de Valérie Lemercier
- 2014 : Mea Culpa de Fred Cavayé
- 2015 : Un homme idéal de Yann Gozlan
- 2015 : Connasse, princesse des cœurs de Noémie Saglio et Éloïse Lang
- 2015 : La Vie très privée de Monsieur Sim de Michel Leclerc
- 2016 : Ma Loute de Bruno Dumont
- 2022 : Paradise Highway d'Anna Cutto

## Source de traduction
- (de) Cet article est partiellement ou en totalité issu de l’article de Wikipédia en allemand intitulé « Praesens-Film » (voir la liste des auteurs).